# Peter Schulz-Jaros
Peter Schulz-Jaros, auch Peter Schulz (* 1963) ist ein deutscher Schauspieler und Opernsänger mit der Stimmlage Bass.

## Werdegang
Schulz-Jaros absolvierte zunächst eine Ausbildung zum Tischler, ehe er 1986 an der Hochschule für Musik „Hanns Eisler“ Berlin, sein Studium begann, welches er 1993 mit „Sehr guten“ Leistungen abschloss. Unter anderem über die Stationen Internationales Opernstudio Zürich, Neustrelitz, Nordhausen, Brandenburg gelangte Schulz-Jaros 2004 an das Schleswig-Holsteinische Landestheater und gehört dort seitdem zum Ensemble des Musiktheaters. Dort wirkte er in zahlreichen Opern und Operetten mit, wie der Zauberflöte, Tannhäuser, Rusalka, Im weißen Rössl, Giuditta, Wozzeck oder Rigoletto.
Bei seiner Heirat 2008 nahm er den Doppelnamen Schulz-Jaros an.